# Ryan Carter
Ryan Michael Carter (White Bear Lake, 3 agosto 1983) è un ex hockeista su ghiaccio statunitense.
Ha vinto la Stanley Cup 2007 con gli Anaheim Ducks, mentre con i New Jersey Devils ha perso la finale dell'edizione 2012.
Con la nazionale statunitense ha vinto una medaglia di bronzo ai mondiali 2013.

## Palmarès

### Club
- Stanley Cup: 1

Anaheim Ducks: 2007

### Nazionale
- Campionato del mondo:

: 2013